# Biatlo nos Jogos Paralímpicos de Inverno de 2014 - 12,5 km masculino
A disputa dos 12,5 km masculino do biatlo nos Jogos Paralímpicos de Inverno de 2014 foi disputada no Centro de Esqui Cross-Country e Biatlo Laura, na Clareira Vermelha, em 11 de março de 2014.

## Medalhistas
| Medalha | Atletas sentados    | Atletas em pé       | Deficientes visuais                              |
| ------- | ------------------- | ------------------- | ------------------------------------------------ |
| Ouro    | RUS Roman Petushkov | UKR Azat Karachurin | UKR Vitaliy Lukyanenko / Borys Babar (guia)      |
| Prata   | RUS Alexey Bychenok | NOR Nils-Erik Ulset | RUS Nikolay Polukhin / Andrey Tokarev (guia)     |
| Bronze  | RUS Grigory Murygin | CAN Mark Arendz     | BLR Vasili Shaptsiaboi / Mikhail Lebedzeu (guia) |

## Resultados

### Atletas sentados
| Pos.              | Bib | Atleta                    | Penalidades | Tempo real | Tempo calculado | Diferença |
| ----------------- | --- | ------------------------- | ----------- | ---------- | --------------- | --------- |
| Medalha de ouro   | 69  | RUS Roman Petushkov       | 0+0+0+0     | 34:48.8    | 34:48.8         | —         |
| Medalha de prata  | 66  | RUS Alexey Bychenok       | 0+0+0+0     | 35:29.7    | 35:29.7         | +40.9     |
| Medalha de bronze | 67  | RUS Grigory Murygin       | 1+0+0+1     | 35:59.6    | 35:59.6         | +1:10.8   |
| 4                 | 62  | RUS Ivan Goncharov        | 0+0+0+0     | 37:50.6    | 36:42.5         | +1:53.7   |
| 5                 | 64  | USA Andrew Soule          | 0+0+0+0     | 37:04.7    | 37:04.7         | +2:15.9   |
| 6                 | 68  | JPN Kozo Kubo             | 0+0+0+0     | 39:57.8    | 37:33.9         | +2:45.1   |
| 7                 | 65  | UKR Maksym Yarovyi        | 0+1+2+3     | 43:42.6    | 37:35.4         | +2:46.6   |
| 8                 | 60  | BLR Dzmitry Loban         | 0+0+0+0     | 37:51.7    | 37:51.7         | +3:02.9   |
| 9                 | 58  | GER Martin Fleig          | 0+0+1+0     | 39:25.1    | 38:14.1         | 3:25.3    |
| 10                | 59  | UKR Mykhaylo Tkachenko    | 0+1+0+1     | 38:48.4    | 38:48.4         | +3:59.6   |
| 11                | 63  | USA Daniel Cnossen        | 1+0+1+1     | 39:01.0    | 39:01.0         | +4:12.2   |
| 12                | 56  | USA Sean Halsted          | 0+0+2+1     | 40:46.1    | 39:32.7         | +4:43.9   |
| 13                | 53  | POL Kamil Rosiek          | 0+2+0+1     | 40:25.0    | 40:25.0         | +5:36.2   |
| 14                | 61  | ITA Enzo Masiello         | 1+1+1+2     | 43:02.4    | 40:27.5         | +5:38.7   |
| 15                | 54  | UKR Oleksandr Korniiko    | 0+0+0+2     | 40:34.2    | 40:34.2         | +5:45.4   |
| 16                | 55  | USA Jeremy Wagner         | 0+0+1+0     | 42:06.9    | 40:51.1         | +6:02.3   |
| 17                | 57  | NOR Trygve Steinar Larsen | 1+1+2+0     | 41:18.1    | 41:18.1         | +6:29.3   |
| 18                | 52  | SVK Vladimir Gajdiciar    | 1+1+1+0     | 41:19.4    | 41:19.4         | +6:30.6   |
| 19                | 51  | USA Augusto Jose Perez    | 1+0+2+4     | 48:40.9    | 48:40.9         | +13:52.1  |

### Atletas em pé
| Pos.              | Bib | Atleta                   | Penalidades | Tempo real | Tempo calculado | Diferença |
| ----------------- | --- | ------------------------ | ----------- | ---------- | --------------- | --------- |
| Medalha de ouro   | 18  | RUS Azat Karachurin      | 0+0+0+1     | 33:31.4    | 29:30.0         | —         |
| Medalha de prata  | 16  | NOR Nils-Erik Ulset      | 0+0+0+2     | 34:10.1    | 30:24.6         | +54.6     |
| Medalha de bronze | 17  | CAN Mark Arendz          | 0+0+1+0     | 31:47.3    | 30:31.0         | +1:01.1   |
| 4                 | 11  | RUS Aleksandr Pronkov    | 0+0+0+2     | 34:48.3    | 30:37.7         | +1:07.7   |
| 5                 | 9   | RUS Ivan Kodlozerov      | 1+0+0+0     | 32:04.8    | 31:07.1         | +1:37.1   |
| 6                 | 12  | RUS Kirill Mikhaylov     | 1+0+1+1     | 32:07.1    | 31:09.3         | +1:39.3   |
| 7                 | 14  | UKR Grygorii Vovchynskyi | 1+0+1+1     | 32:24.6    | 31:26.3         | +1:56.3   |
| 8                 | 13  | RUS Aleksandr Iaremchuk  | 0+1+0+1     | 32:48.0    | 31:29.3         | +1:59.3   |
| 9                 | 10  | FRA Benjamin Daviet      | 1+0+2+0     | 34:47.8    | 32:00.8         | +2:30.8   |
| 10                | 8   | JPN Keiichi Sato         | 0+0+1+0     | 33:40.1    | 32:39.5         | +3:09.5   |
| 11                | 5   | BLR Siarhei Silchanka    | 1+1+1+0     | 34:08.7    | 33:07.2         | +3:37.2   |
| 12                | 15  | UKR Ihor Reptyukh        | 2+1+2+3     | 34:16.6    | 33:14.9         | +3:44.9   |
| 13                | 6   | UKR Vitalii Sytnyk       | 0+0+0+2     | 34:39.4    | 33:16.2         | +3:46.2   |
| 14                | 7   | UKR Vladyslav Maystrenko | 1+2+0+1     | 34:33.4    | 33:31.2         | +4:01.2   |
| 15                | 4   | AUT Michael Kurz         | 4+2+0+0     | 38:42.3    | 34:50.1         | +5:20.1   |
| 16                | 1   | POL Witold Skupien       | 3+3+2+1     | 41:56.4    | 36:54.4         | +7:24.4   |
| 17                | 3   | USA Omar Bermejo         | 0+1+1+0     | 38:56.3    | 37:22.8         | +7:52.8   |
| 18                | 2   | FIN Juha Harkonen        | 3+1+3+0     | 40:20.4    | 39:07.8         | +9:37.8   |

### Deficientes visuais
| Pos.              | Bib | Atleta                                       | País             | Penalidades | Tempo real | Tempo calculado | Diferença |
| ----------------- | --- | -------------------------------------------- | ---------------- | ----------- | ---------- | --------------- | --------- |
| Medalha de ouro   | 39  | Vitaliy Lukyanenko Guia: Borys Babar         | UKR Ucrânia      | 0+0+0+0     | 31:04.0    | 31:04.0         | —         |
| Medalha de prata  | 40  | Nikolay Polukhin Guia: Andrey Tokarev        | RUS Rússia       | 0+0+1+0     | 31:52.6    | 31:14.3         | +10.3     |
| Medalha de bronze | 33  | Vasili Shaptsiaboi Guia: Mikhail Lebedzeu    | BLR Bielorrússia | 2+1+0+1     | 32:38.2    | 31:59.0         | +55.0     |
| 4                 | 36  | Iurii Utkin Guia: Vitaliy Kazakov            | UKR Ucrânia      | 0+0+0+0     | 32:04.5    | 32:04.5         | +1:00.5   |
| 5                 | 35  | Oleg Ponomarev Guia: Andrei Romanov          | RUS Rússia       | 0+0+0+0     | 32:57.7    | 32:57.7         | +1:53.7   |
| 6                 | 32  | Iaroslav Reshetynskiy Guia: Dmytro Khurtyk   | UKR Ucrânia      | 0+0+0+0     | 33:21.9    | 33:21.9         | +2:17.9   |
| 7                 | 31  | Dmytro Shulga Guia: Artur Gergardt           | UKR Ucrânia      | 0+0+0+0     | 36:27.7    | 35:43.9         | +4:39.9   |
|                   | 38  | Anatolii Kovalevskyi Guia: Oleksandr Mukshyn | UKR Ucrânia      | 0+0+3       | DNF        | DNF             | DNF       |
|                   | 34  | Wilhelm Brem Guia: Florian Grimm             | GER Alemanha     | DNS         | DNS        | DNS             | DNS       |
|                   | 37  | Vladimir Udaltcov Guia: Ruslan Bogachev      | RUS Rússia       | DNS         | DNS        | DNS             | DNS       |

Legenda
| Recorde mundial      | Recorde mundial (World record)               |                       | Recorde africano                      | Recorde africano (African) |                                           | Q | Classificado por posição (Qualified) |
| Recorde olímpico     | Recorde olímpico (Olympic record)            | Recorde da América    | Recorde da América (Americas)         | q                          | Classificado por melhor tempo (Qualified) |   |                                      |
| Melhor marca do ano  | Melhor marca do ano (World leading)          | Recorde asiático      | Recorde asiático (Asian)              | DNS                        | Não largou (Did not start)                |   |                                      |
| Recorde nacional     | Recorde nacional (National record)           | Recorde europeu       | Recorde europeu (European)            | DNF                        | Não terminou (Did not finish)             |   |                                      |
| Recorde pessoal      | Recorde pessoal do atleta (Personal best)    | Recorde da Oceania    | Recorde da Oceania (Oceania)          | DSQ / DQ                   | Desclassificado (Disqualified)            |   |                                      |
| Recorde da temporada | Recorde da temporada do atleta (Season best) | Recorde sul-americano | Recorde sul-americano (South America) | NM                         | Sem marca (No mark)                       |   |                                      |